# パリ国立歌劇場管弦楽団
パリ国立歌劇場管弦楽団（フランス語: Orchestre de l'Opéra national de Paris）は、フランスのパリに本拠を置くパリ国立オペラ（フランス語: Opéra National de Paris）の付属オーケストラ。かつては「パリ・オペラ座管弦楽団」とも呼ばれ、現在は「パリ・バスティーユ管弦楽団」（フランス語: Orchestre de l'Opéra de la Bastille）とも呼ばれる。

## 沿革・概要
現在のパリ国立オペラは、1875年にガルニエ宮で活動を開始したとされるが、前身は1669年に創設されたオペラ団体まで遡ることができ、オーケストラの歴史も同様である。1971年に、すでに運営組織を統合していたパリ・オペラ＝コミック座のオーケストラと合併。さらに、1990年にバスティーユ歌劇場が開場し、オーケストラも新たなスタートを切った。

## 歴代指揮者
歴代の音楽監督は、ガルニエ宮時代にはジョルジュ・プレートル、ゲオルク・ショルティ、シルヴィオ・ヴァルヴィーゾ、ローター・ツァグロセクらが務めた。バスティーユ歌劇場が開場してからはチョン・ミョンフン 、ジェームズ・コンロンが務めた。2009年からフィリップ・ジョルダン、2021年から2023年までグスターボ・ドゥダメルが音楽監督を務める。

## 録音
レコーディングは、オペラ全曲物の他、カール・シューリヒト指揮のモーツァルト交響曲シリーズ、チョン・ミョンフン指揮でベルリオーズの『幻想交響曲』やメシアンの『トゥランガリーラ交響曲』、フィリップ・ジョルダン指揮でR.シュトラウスの『アルプス交響曲』などがある。